# Црква Свете Преподобне мати Параскеве у Раковцу
Црква Свете Преподобне мати Параскеве у Раковцу, насељеном месту на територији Општине Бујановац, православни је храм који припада Епархији врањској Српске православне цркве.
Црква посвећена Свете Преподобне мати Параскеве обновљена је и освећена 1848. године, руком тадашњег митрополита скопског Јоакима. Поновна обнова извршена је 1987. године, када је дограђен и трем цркве. Досадашњи иконостас у цркви, на коме се налази 31 икона и фрескописна појединим деловима зида цркве, осликао је Теофан Исаилић Буџароски из села Галичник, Дебарски округ, у периоду од 1898. до 1902. године. Изузетак је икона Светог архангела Михаила која, према натпису на њој, потиче из 1854. године.
Благословом Епископа врањског Пахомија, а трудом и залагањем надлежног пароха, Црквеног одбора и мештана села Раковац, црква је обновљена 2000. године, а саграђени су парохијски дом и народна трпезарија. Године 2010. подигнут је нови звоник.
Трудом верника парохије раковачке, а по благослову Епископа врањског Пахомија, у току 2019. године извршено је комплетно реновирање цркве и постављен је нови иконостас, који ће имати нове живописане иконе. Иконе са старог иконостаса биће обновљене и заштићене.